# Porpoise (lớp tàu ngầm Hoa Kỳ)
Lớp tàu ngầm Porpoise bao gồm mười tàu ngầm được Hải quân Hoa Kỳ chế tạo vào giữa thập niên 1930. Chúng tích hợp một số đặc tính tiên tiến vốn sẽ trở thành nền tảng cho các lớp tàu ngầm   Salmon,   Sargo,   Tambor,   Gato,   Balao và   Tench tiếp nối. Trên một số nguồn, lớp Porpoise còn được gọi là lớp "P".

## Thiết kế

### Lịch sử
Bốn tàu ngầm thuộc các kiểu P-1 và P-3 được chấp thuận để chế tạo trong năm tài chính 1934. Kiểu P-1 do Xưởng hải quân Portsmouth phát triển có cấu trúc vỏ kép toàn bộ, về thực chất là một phiên bản mở rộng của lớp Cachalot dẫn trước. Kiểu P-3 được phát triển bởi hãng Electric Boat có cấu trúc vỏ kép một phần với hai đầu là vỏ đơn, một phiên bản hoàn thiện hơn của kiểu lườn tàu được sử dụng cho chiếc USS Dolphin (SS-169). Khi sáu tàu ngầm thuộc kiểu P-5 được chấp thuận để chế tạo trong năm tài chính 1935, Hải quân cho rằng thiết kế của Electric Boat tốt hơn, nên cả sáu chiếc đều được đóng theo thiết kế vỏ kép một phần. Cả mười chiếc đều trang bị cùng một loại vũ khí và hệ thống động lực, và có đặc tính hoạt động tương tự, nên được xem là cùng một lớp.
Năm chiếc được các Xưởng hải quân Portsmouth và Mare Island của chính phủ chế tạo là những tàu ngầm Hoa Kỳ sau cùng còn sử dụng kết cấu bằng đinh tán, là nguyên nhân gây ra sự rò rỉ nhiên liệu khi hoạt động trong chiến tranh. Trong khi kỹ thuật hàn được dùng cho những phần không quan trọng, kết cấu ghép bằng đinh tán vẫn được sử dụng cho cả vỏ trong lẫn vỏ ngoài, hậu quả của quan niệm thiết kế bảo thủ và tiết kiệm chi phi trong giai đoạn Đại khủng hoảng. Năm chiếc do Electric Boat chế tạo là những tàu ngầm Hoa Kỳ đầu tiên được đóng áp dụng kỹ thuật hàn cho toàn bộ cấu trúc con tàu, và mọi tàu ngầm Hoa Kỳ tiếp theo đều được đóng toàn bộ bằng kỹ thuật này.

### Đặc tính chung
Những chiếc trong lớp Portoise dài khoảng 300 foot (91 m) và trọng lượng choán nước khi lặn khoảng 1.934–1.998 tấn Anh (1.965–2.030 t), với một cấu trúc thượng tầng tháp chỉ huy lớn và cồng kềnh. Chúng trang bị hai kính tiềm vọng, gồm một dành cho phòng điều khiển và một dành cho tháp chỉ huy. Chiều dài ban đầu 30 foot (9,1 m) của kính tiềm vọng rõ ràng là quá ngắn, nên sau đó được thay thế bằng kiểu dài 34 foot (10 m).
Mục tiêu đạt được tốc độ 21 hải lý trên giờ (39 km/h) trên mặt nước để có thể hoạt động cùng những thiết giáp hạm tiêu chuẩn đã không thể đạt được; tốc độ tối đa 18 hải lý trên giờ (33 km/h) chủ yếu nhằm cải thiện độ bền động cơ khi di chuyển ở tốc độ đường trường. Một cải thiện đáng kể dành cho Mặt trận Thái Bình Dương là sử dụng các thùng dằn chính để chứa dầu FO đã giúp tăng gần gấp đôi tầm xa hoạt động từ 6.000 hải lý (11.000 km) lên 11.000 hải lý (20.000 km) ở tốc độ 10 hải lý trên giờ (19 km/h), cho phép thực hiện các chuyến tuần tra đến tận chính quốc Nhật Bản, và là một đặc tính tiêu chuẩn cho đến tận lớp   Tench vào năm 1944.

### Hệ thống động lực
Cho dù đã được cải thiện nhiều bắt đầu từ lớp   Tambor vào năm 1940, hệ thống dẫn động diesel-điện thoạt tiên gặp nhiều trục trặc. Bốn 
động cơ diesel vận hành những máy phát điện, và cung cấp điện cho những động cơ điện tốc độ cao vận hành trục chân vịt, nên động cơ không vận hành trực tiếp con tàu, và ắc quy sẽ dự trữ điện để di chuyển dưới nước. Những vấn đề phát sinh do chạm điện tại động cơ, cũng như hao hụt mất 360 hp (270 kW) do hệ thống truyền động qua trung gian điện.  Loại động cơ diesel Winton Kiểu 16-201A hai thì 16-xy lanh gặp phải nhiều trục trặc trong vận hành, nên sau này được thay thế bằng động cơ General Motors Kiểu 12-278A.

### Vũ khí trang bị
Vũ khí trang bị chính ban đầu chỉ có sáu ống phóng ngư lôi 21 in (530 mm), gồm bốn ống trước mũi và hai ống phía đuôi, cùng một hải pháo 3 inch/50 caliber trên boong tàu và hai súng máy M1919 Browning .30-caliber (7,62 mm). Vào khoảng đầu Thế Chiến II, năm chiếc Porpoise, Pike, Tarpon, Pickerel và Permit được tăng cường thêm hai ống phóng ngư lôi trước mũi. Kiểu hải pháo 3 inch/50 caliber Mark 6 trang bị trên boong cũng được đổi sang Mark 21, trên danh nghĩa có khả năng phòng không do có góc nâng cao, nhưng hiếm khi sử dụng trong chiến đấu. Trong một đợt đại tu vào năm 1943, Plunger được nâng cấp lên hải pháo 4 inch/50 caliber Mark 9. Các con tàu còn được trang bị hai súng máy Browning M2 .50-caliber (12,7 mm), gồm một phía trước và một phía sau tháp chỉ huy, được tháo dỡ đưa vào tàu mỗi khi lặn xuống.

## Lịch sử hoạt động
Sau khi tham gia các lượt thực hành vào năm 1937, phần lớn tàu ngầm lớp Porpoise, ngoại trừ ba chiếc, đã được bố trí sang hoạt động tại Philippines vào cuối năm 1939. Đến tháng 10, 1941, phần lớn lực lượng tàu ngầm hoạt động tiền phương, bao gồm toàn bộ 16 chiếc  tàu ngầm lớp Salmon và   Sargo đã được phái sang cùng hỗ trợ. Sự kiện Đế quốc Nhật Bản chiếm đóng miền Nam Đông Dương thuộc Pháp khiến các nước Hoa Kỳ, Anh và Hà Lan trả đủa bằng cách cấm vận dầu mỏ vào tháng 8, 1941 càng khiến quan hệ quốc tế thêm căng thẳng và nhu cầu tăng cường quân sự tại Philippines càng trở nên cấp thiết. Khi chiến tranh nổ ra, Nhật Bản đã không ném bom các căn cứ hải quân tại Philippines mãi cho đến ngày 10 tháng 12, nên hầu hết tàu ngầm đã rời cảng trước khi bị tấn công.
Kinh nghiệm chiến tranh cho thấy các con tàu không được tối ưu cho tác chiến. Vũ khí cần được nâng cấp và phải áp dụng các kỹ thuật mới. Đặc biệt là tháp chỉ huy quá cồng kềnh dễ dàng bị hạm tàu nổi đối phương phát hiện. Hải quân Hoa Kỳ lập tức tiến hành một chương trình cải biến để giảm kích cỡ tháp chỉ huy còn tương đương với các tàu ngầm hạm đội khác, cắt bỏ cả phía trước và phía sau, chỗ trống có được dùng để bổ sung hỏa lực trên boong mạnh hơn, với hai pháo phòng không Oerlikon 20 mm được trang bị. Radar SD dò tìm không trung được đặt trên một cột ăn-ten kéo dài được ở phía trước tháp chỉ huy, và radar SJ dò tìm mặt biển được đặt trên cột ăn-ten ngắn ngay trên cầu tàu. Năm chiếc trong lớp được bổ sung thêm hai ống phóng ngư lôi phía mũi, và động cơ cũng được nâng cấp.
Hai chiếc trong lớp Porpoise đã bị mất tại vùng biển Đông Nam Á vào đầu năm 1942, rồi thêm hai chiếc nữa bị mất tại vùng biển Nhật Bản trong năm 1943. Đến đầu năm 1945, sáu chiếc còn sống sót đều được rút về Căn cứ Tàu ngầm Hải quân New London tại New London, Connecticut để làm nhiệm vụ huấn luyện; và sau khi chiến tranh chấm dứt, bốn chiếc được tiếp tục sử dụng như tàu huấn luyện ngoài biên chế cho Hải quân Dự bị Hoa Kỳ, cho đến khi bị tháo dỡ vào năm 1957.

## Những chiếc trong lớp
| Tên (số hiệu lườn)             | Xưởng đóng tàu                 | Đặt lườn                       | Hạ thủy                        | Nhập biên chế                  | Xuất biên chế                  | Số phận                                                              |
| Tàu ngầm lớp Porpoise Kiểu P-1 | Tàu ngầm lớp Porpoise Kiểu P-1 | Tàu ngầm lớp Porpoise Kiểu P-1 | Tàu ngầm lớp Porpoise Kiểu P-1 | Tàu ngầm lớp Porpoise Kiểu P-1 | Tàu ngầm lớp Porpoise Kiểu P-1 | Tàu ngầm lớp Porpoise Kiểu P-1                                       |
| ------------------------------ | ------------------------------ | ------------------------------ | ------------------------------ | ------------------------------ | ------------------------------ | -------------------------------------------------------------------- |
| Porpoise (SS-172)              | Xưởng hải quân Portsmouth      | 27 tháng 10, 1933              | 20 tháng 6, 1935               | 15 tháng 8, 1935               | 15 tháng 11, 1945              | Tàu huấn luyện dự bị; tháo dỡ 1957                                   |
| Pike (SS-173)                  | Xưởng hải quân Portsmouth      | 20 tháng 12, 1933              | 12 tháng 9, 1935               | 2 tháng 12, 1935               | 15 tháng 11, 1945              | Tàu huấn luyện dự bị; tháo dỡ 1957                                   |
| Tàu ngầm lớp Porpoise Kiểu P-3 |                                |                                |                                |                                |                                |                                                                      |
| Shark (SS-174)                 | Electric Boat                  | 24 tháng 10, 1933              | 21 tháng 5, 1935               | 25 tháng 1, 1936               | -                              | Bị mất 11 tháng 2, 1942, có thể do hải pháo từ tàu khu trục Yamakaze |
| Tarpon (SS-175)                | Electric Boat                  | 22 tháng 12, 1933              | 4 tháng 9, 1935                | 12 tháng 3, 1936               | 15 tháng 11, 1945              | Tàu huấn luyện dự bị; bị đắm đang khi kéo đi tháo dỡ, 1957           |
| Tàu ngầm lớp Porpoise Kiểu P-5 |                                |                                |                                |                                |                                |                                                                      |
| Perch (SS-176)                 | Electric Boat                  | 25 tháng 2, 1935               | 9 tháng 5, 1936                | 19 tháng 11, 1936              | -                              | Bị mất trong chiến đấu, 3 tháng 3, 1942                              |
| Pickerel (SS-177)              | Electric Boat                  | 25 tháng 3, 1935               | 7 tháng 7, 1936                | 26 tháng 1, 1937               | -                              | Bị mất trong chiến đấu, tháng 4, 1943                                |
| Permit (SS-178)                | Electric Boat                  | 6 tháng 6, 1935                | 5 tháng 10, 1936               | 17 tháng 3, 1937               | 15 tháng 11, 1945              | Tháo dỡ 1958                                                         |
| Plunger (SS-179)               | Xưởng hải quân Portsmouth      | 17 tháng 7, 1935               | 8 tháng 7, 1936                | 19 tháng 11, 1936              | 15 tháng 11, 1945              | Tàu huấn luyện dự bị; tháo dỡ 1957                                   |
| Pollack (SS-180)               | Xưởng hải quân Portsmouth      | 1 tháng 10, 1935               | 15 tháng 9, 1936               | 15 tháng 1, 1937               | 21 tháng 9, 1945               | Tháo dỡ 1947                                                         |
| Pompano (SS-181)               | Xưởng hải quân Mare Island     | 14 tháng 1, 1936               | 11 tháng 3, 1937               | 12 tháng 6, 1937               | -                              | Bị mất trong chiến đấu, có thể vào 17 tháng 9, 1943                  |